# Basilisk (Mythologie)
Der Basilisk (altgriechisch βασιλίσϰος basilískos, lateinisch regulus „kleiner König“ oder „Häuptling“; auch Sibilus) ist ein mythisches Tier und wurde zum Namensgeber einer Leguangattung in Lateinamerika (Basilisken). Er gilt als „König der Schlangen“. In mittelalterlichen Tierbüchern werden Basilisken oft als Mischwesen mit dem Oberkörper eines Hahns, auf dem Kopf eine Krone, und dem Unterleib einer Schlange dargestellt.
Im Laufe der Jahrhunderte, besonders im Mittelalter, veränderte und verfeinerte man die Darstellung des Mischwesens: Einem Basilisken wurden zwei oder mehrere Vogelbeine, Flügel, Federn oder sogar ein Menschenkopf hinzugefügt. Die Veränderungen waren derart gravierend, dass man bis heute in manchen Kulturen (vor allem im angloamerikanischen Sprachraum) sprachlich zwischen dem ursprünglichen Basilisken (= Basilisk ohne Flügel) und einem Cockatrice (= Basilisk mit Flügeln) unterscheidet. Der Blick eines Basilisken versteinert oder tötet. Sein Atem ist tödlich giftig.
Basilisken beschäftigen die Fantasie der Menschen seit der Antike, so dass eine Vielzahl lokaler Basiliskengeschichten entstand. Auch in der Gegenwart kommt der Basilisk in der phantastischen Literatur vor.

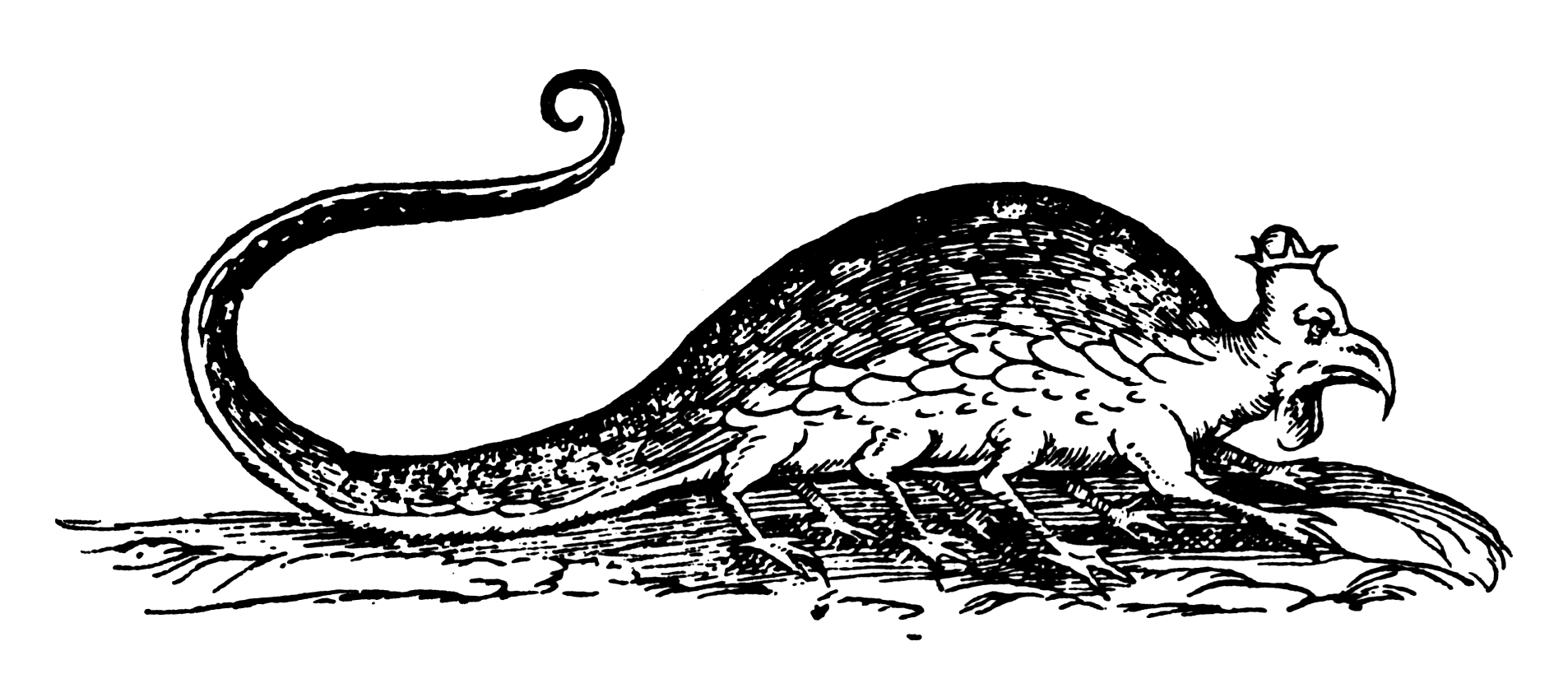
Holzschnitt aus den Serpentum et draconum historiae von Ulisse Aldrovandi (Bologna 1640)

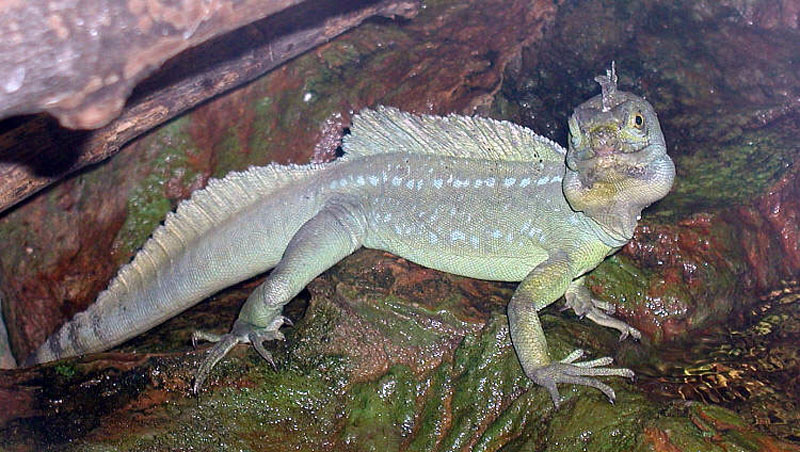
Echter Stirnlappenbasilisk zum Vergleich mit dem mythischen Basilisk.

## Erste Erwähnung in der Antike

### Erstnennung
Zum ersten Mal nachweislich erwähnt wird der Basilisk bei Demokrit und dessen Plagiator Bolos von Mendes. Seitdem kann er auf eine „Karriere“ als eines der bekanntesten Fabeltiere der Geschichte zurückblicken.
Plinius der Ältere beschrieb ihn im achten Buch seiner Naturalis historia bei den Tieren, die aus dem afrikanischen und orientalischen Bereich kommen. Plinius zufolge handelt es sich um eine Schlangenart, heimisch in der Provinz Kyrenaika. Er sei nicht länger als zwölf Finger (etwa 24 Zentimeter) und habe einen weißen Fleck am Kopf, der ihn wie ein Diadem schmücke.

„Durch sein Zischen verjagt er alle Schlangen und bewegt nicht, wie die anderen, seinen Körper durch vielfache Windungen, sondern geht stolz und halb aufgerichtet einher. Er lässt die Sträucher absterben, nicht nur durch die Berührung, sondern auch schon durch den Anhauch, versengt die Kräuter und sprengt Steine: eine solche Stärke hat dieses Untier. Man glaubte, dass jemand ihn einst zu Pferde mit einem Speer erlegt habe und dass das wirkende Gift an diesem emporstieg und nicht nur dem Reiter, sondern auch dem Pferd den Tod brachte. Und dieses gewaltige Ungeheuer – denn häufig haben Könige es tot zu sehen gewünscht – wird durch die Ausdünstung des Wiesels umgebracht: so sehr gefiel es der Natur, nichts ohne etwas Gegenkraft zu lassen. Man wirft die Wiesel in die Höhlen [der Basilisken], die man leicht an dem ausgedörrten Boden erkennt. Diese töten durch ihren Geruch, sterben aber zugleich selbst, und der Streit der Natur ist bereinigt.“

### Der Basilisk und das Yale
Das Yale und der Basilisk waren miteinander verfeindet. Laut Plinius handelt es sich beim Yale um eine Bestie der Körpergröße eines Nilpferds, mit einem Elefantenschwanz, schwarz oder gelbbraun gefärbt, mit Kiefern eines Ebers und beweglichen Hörnern von über einer Elle Länge, die in einem Kampf während des Angriffs abwechselnd aufgestellt und sonst rückwärts geneigt getragen werden …
Während das Yale schläft, sticht der Basilisk ihm zwischen die Augen. Aufgrund seines starken Gifts beginnen die Augen des Yales anzuschwellen, bis sie schließlich aus dem Kopf springen und es der Vergiftung erliegt.

## Mittelalter

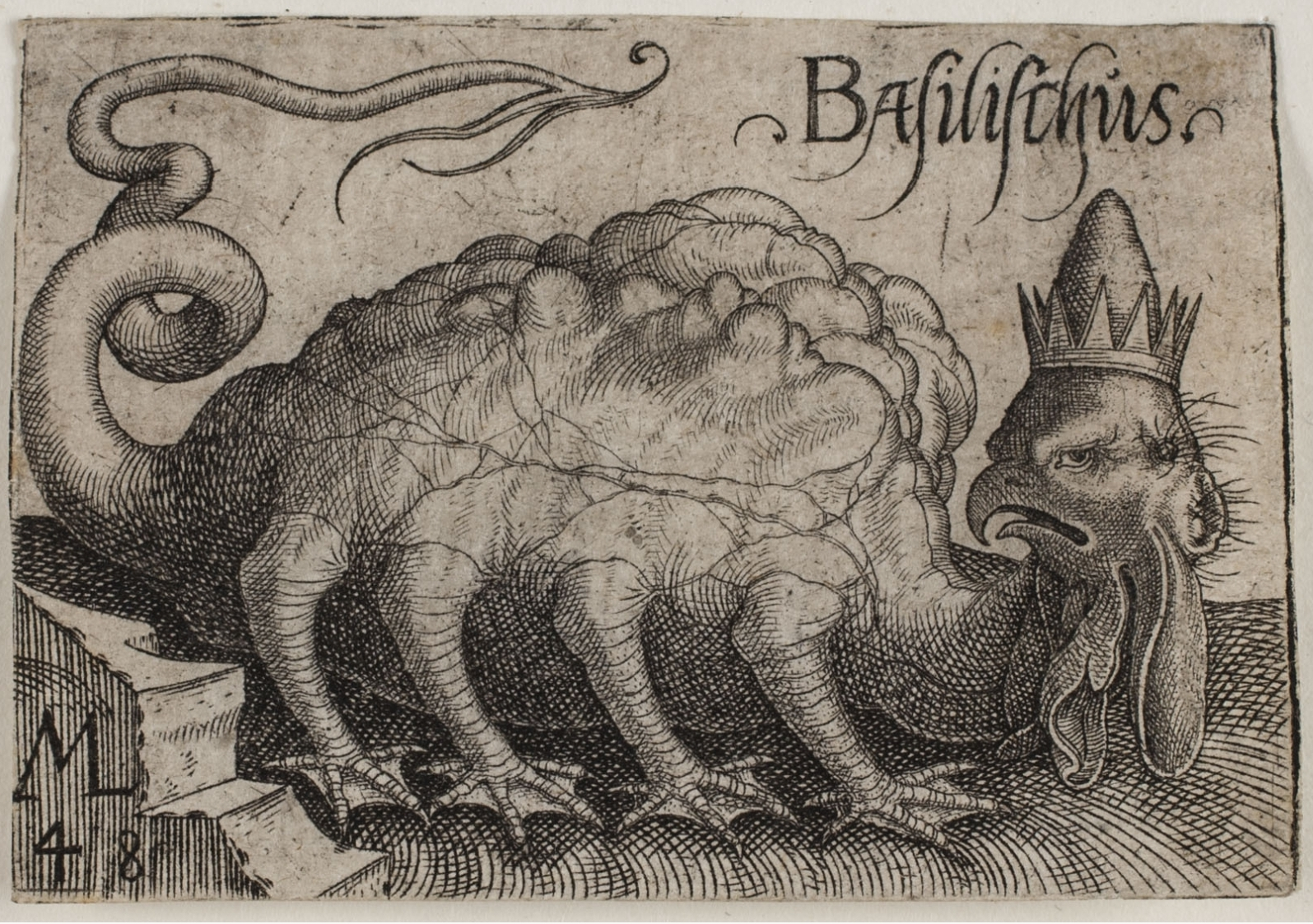
Melchior Lorck: „Basilischus“ (Basilisk), Radierung, 1548

Dem Mittelalter war der Basilisk entweder direkt durch Plinius oder durch Solinus, der aus Plinius’ Werken schöpfte, oder durch die Etymologiae des Isidor von Sevilla bekannt.

### Mittelalterliche Vorstellungen
In vielen mittelalterlichen Werken, wie beispielsweise in der Physika von Hildegard von Bingen und in der Ornithologia sowie der Monstrorum historia des Bologneser Naturforschers Ulisse Aldrovandi, findet man den Basilisken wieder. Seine Beschreibung ist im Lauf der Zeit sehr verändert und ausgeschmückt worden. Meist trifft man auf folgende Vorstellung:
Der Basilisk schlüpft aus dem Ei eines alten Hahnes oder aus einem dotterlosen Hühnerei, das von einer Kröte oder einer Schlange im Mist ausgebrütet wird. Sein stinkender Atem ist unerträglich. Das Ungeheuer haust in Brunnenschächten und Kellern. Es kann nur vernichtet werden, indem ihm ein Metallspiegel vorgehalten wird, worin sich der tödliche Blick gegen den Basilisken selbst kehrt.
Dazu wird noch in anderen Quellen erwähnt, dass auch das Wiesel den Basilisken töten könne.
Der englische Franziskaner Franziskus Bartholomäus erwähnt, dass der todbringende Blick nur durch ein Wiesel bezwungen werden könne, das zuvor von der Weinraute (Rutaceae) gefressen hat.

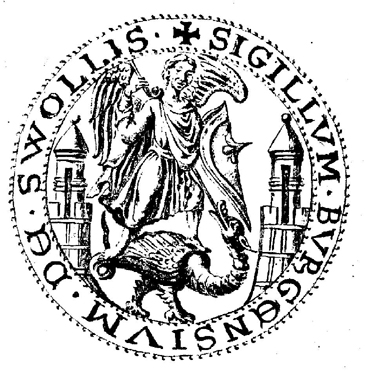
Erzengel Michael tötet den Basilisken Zwolle Stadtsiegel 1295

Thomas von Cantimpré suchte mittels seines Experimentator eine Erklärung für die tödliche Wirkung des Blickes des Basilisken. Er ging davon aus, dass die von den Augen des Basilisken ausgehenden Strahlen den spiritus visibilis des Menschen verdürben. Der Kontakt mit der Bestie würde dann auch alle anderen spiritus zerstören, so dass der Tod einträte. Die Details der Entstehung des Basilisken aus einem Hahnenei bezweifelte Thomas.
In der Alchemie war die Asche des Basilisken begehrt. Sie galt als Mittel gegen andere giftige Tiere.

### Symbolik und Darstellung

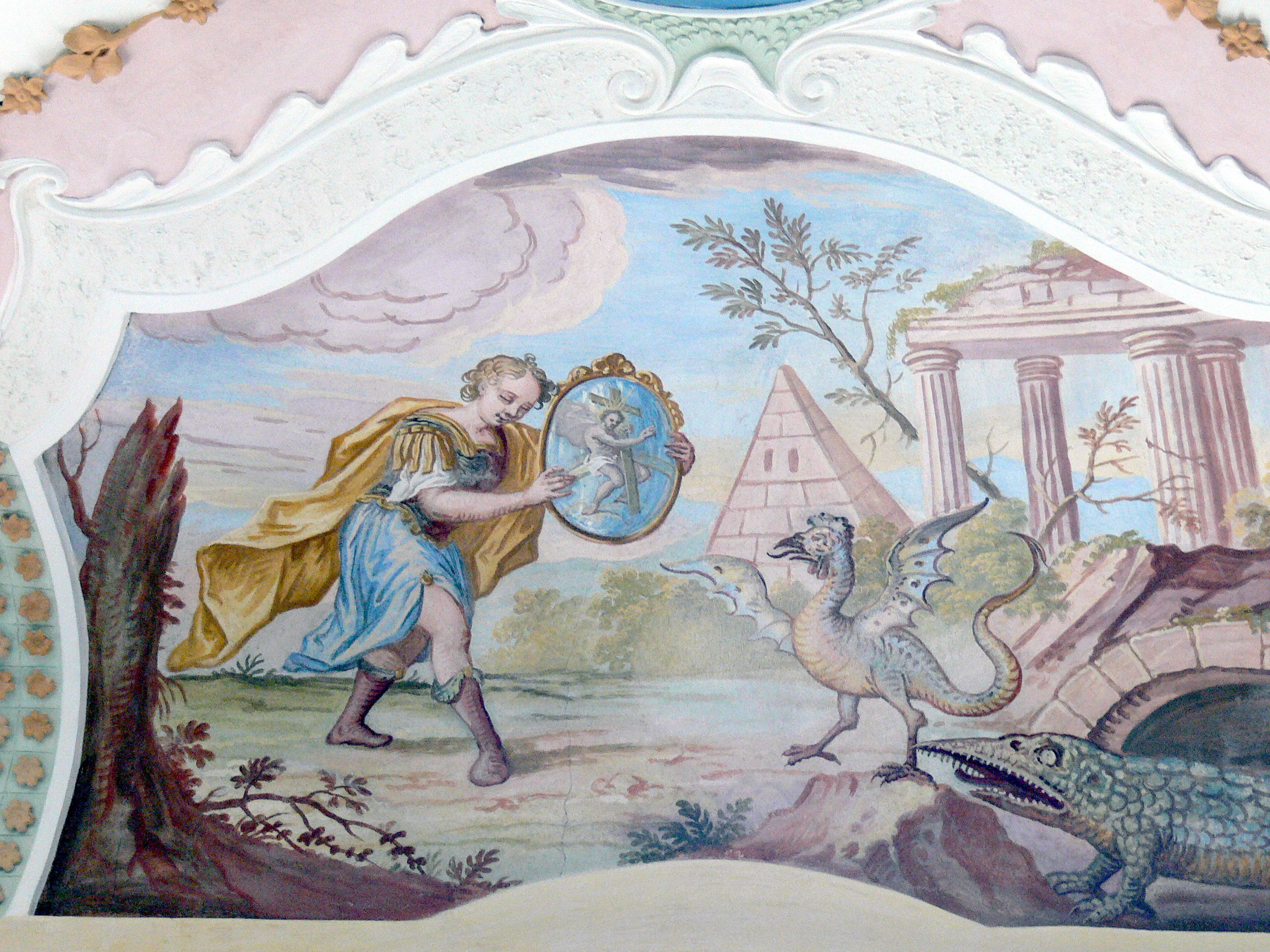
Basilisk als Allegorie der Sünde, 1741, Wolframs-Eschenbach

Basilisken symbolisieren als allegorische Figur den Tod, den Teufel, die Sünde oder den Antichristen. Unter den Todsünden wird der Basilisk oft mit der Wollust, aber auch mit Neid und Hochmut gleichgesetzt. Häufig wird Christus dargestellt, wie er einen Basilisken zertritt. Darstellungen von Basilisken im kirchlichen Raum aus der Zeit des 13. bis 17. Jahrhunderts sind häufig anzutreffen an Taufsteinen, Apsisfriesen, Schreinen usw.
Als Basiliskengift wurde die sich gegen Ende des 15. Jahrhunderts ausbreitende Syphilis bezeichnet. Die Redewendung Basiliskenblick bezeichnet einen besonders scharfen oder stechenden Blick.
In der Alchemie, die sprachlich in Allegorien gefasst ist, steht der Basilisk für den Stein der Weisen.
Der Komponist Solage (2. Hälfte 14. Jh.) schrieb Le basile: Der Basilisk tötet von Natur aus all jene augenblicklich, die er sieht, denn sein Gift ist tödlich; ohne Maß, ohne Heilmittel, ohne Erleichterung. Genauso tötet der Neid die Guten durch sehr blutige Eifersucht, so dass jeder seinesgleichen mit großer Feindschaft betrachtet, denn der Betrug hält die Welt in seiner Macht. Le basile de sa propre nature tous ceux qu'il voit tue soubdaynement. car son venin est mortel sanz mesure. sanz remede et sanz alegement. Ainsi tue Envie lez bonz par trez sanglante jalousie. tant que chascun voit son per a grant payne. car Barat tient le monde en son demaine.

## Lokale Basiliskengeschichten
In zahlreichen ortsbezogenen Erzählungen kommt der Basilisk vor, denn er hat die Fantasie abergläubischer Menschen stets angeregt. Fürsten begehrten Basiliskeneier für ihre Raritätenkammern und auf Jahrmärkten wurden bis weit in die frühe Neuzeit Basilisken zur Schau gestellt. Zedlers Universallexikon beschreibt den Basilisk noch getreu nach den überlieferten Vorstellungen, geht dann aber kritisch mit Einzelfällen ins Gericht. Er berichtet unter anderem von betrügerischer Basiliskenschau in Deutschland im Jahr 1671, die entlarvt wurde. Es folgt eine aus heutiger Sicht amüsant anmutende „wissenschaftlich-kontroverse“ Darstellung, warum Hähne keine Eier legen können.
Später weiß Meyers Konversations-Lexikon über diese Betrügereien zu berichten:

„Man stutzte junge Rochen durch Verzerrung des Körpers nach der eingebildeten Gestalt zu, setzte ihnen Glasaugen in die Nasenlöcher und ließ sie für Geld sehen. Dergleichen künstliche Basilisken werden noch hier und da in alten Naturaliensammlungen gefunden.“

(Siehe dazu auch Jenny Haniver)

### Aachen

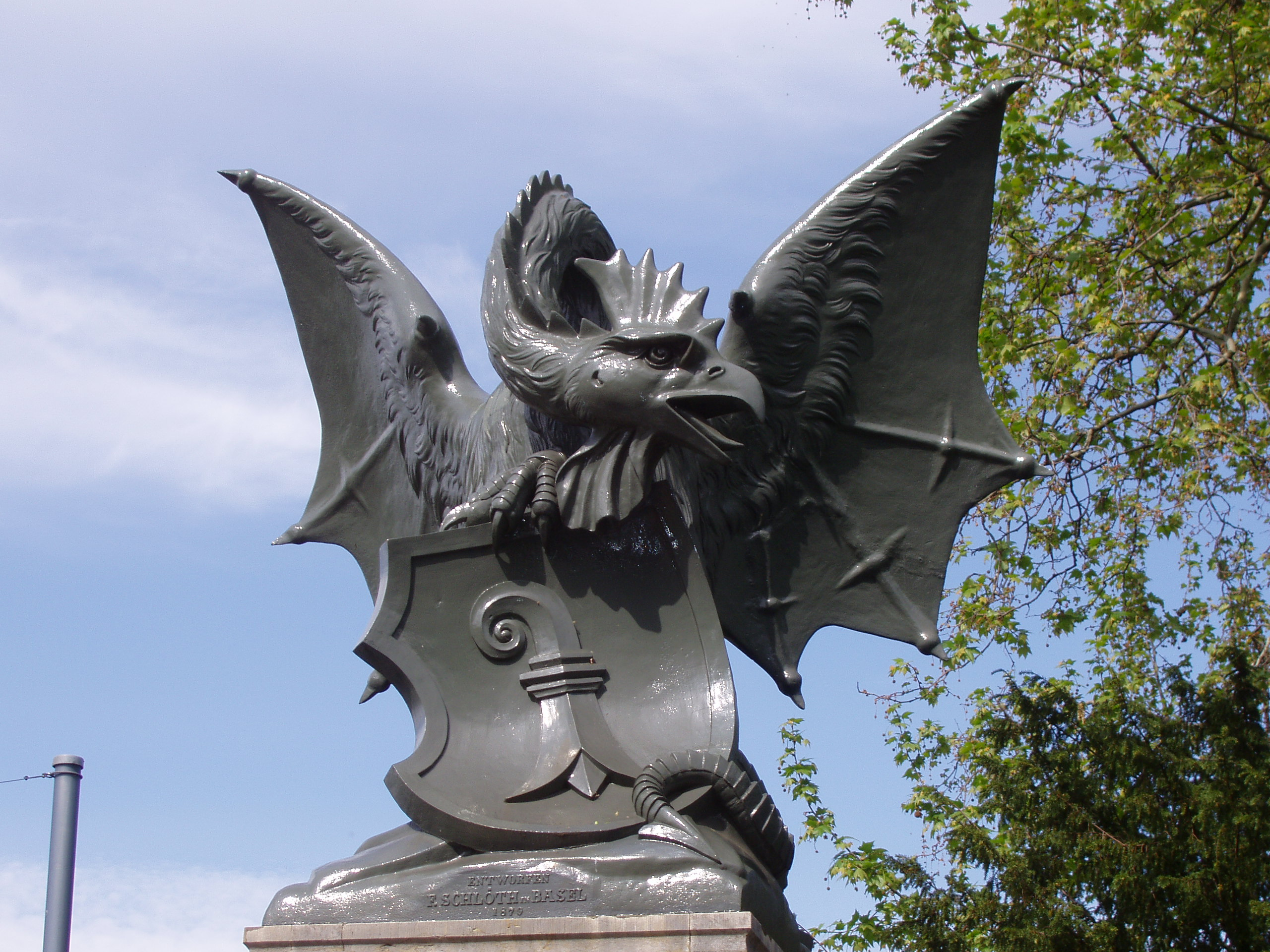
Basilisk bei der Basler Wettsteinbrücke

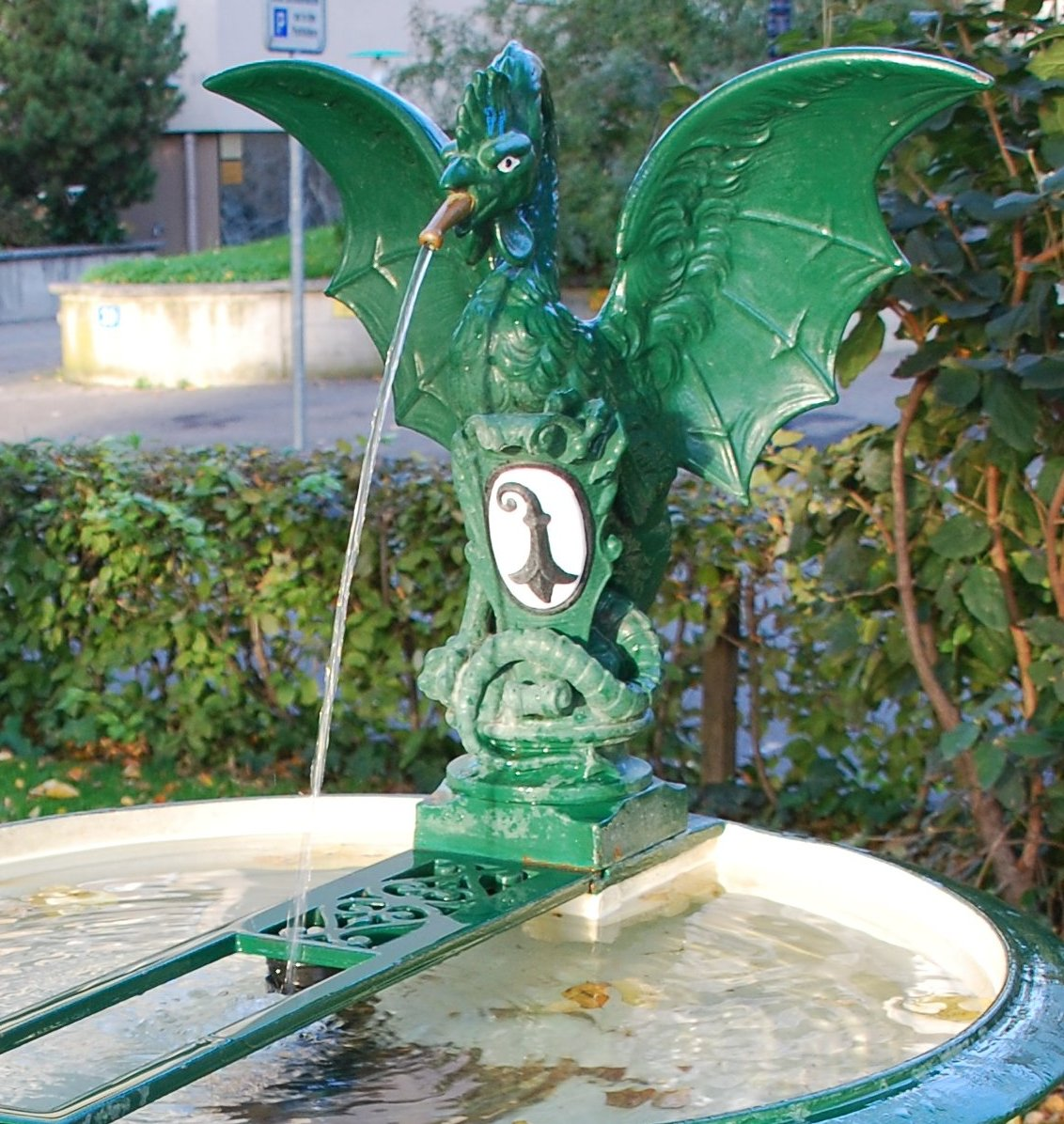
Einer der zahlreichen Basler Basilisken-Brunnen, Unterer Rheinweg

In Aachen (Deutschland) glaubte man im Jahr 1748, dass zwei Hähne Basiliskeneier gelegt hätten. Der Bürgermeisterdiener Johannes Janssen schreibt in seiner Chronik für dieses Jahr:
| „In Cöllerstrass bei ein Bürgersman, welcher Hühner halt, daselbst hatt der Hahn ein Ey gelegt eben wie ein Huhn, aber schmal und lang, nicht gestaltet wie ein Hühner-Ey, warüber der Mann kommet und dieses gesehen den Hahn gleich todt geschlagen. In Marschierstrass ist dasselbige geschehen, aber der Mann hatt den Hahn leben lassen wo er aber das Ei hingetan hat, das weis ich nicht, und wie man vor gewiss hält aus diese Hahnen-Eier würden die erschreckliche giftige Tier, Basilisken genannt, ausgebrütet. Diese Tiere sind so schädlich und giftig, dass ein einziges könne ein ganz Land die Luft vergiften, dass Menschen und Vieh davon sterben müssen. Dieses Tier ist gestaltet wie ein Hahn, allein sein Stärtz ist ein Slang oder Drachen gleich und ganz klein wie diese Figur anzieget, aber etwas grösser, die allergröste ist wie ein Daube gegen der Gröse zu rechnen, und so fortan, dann ich habe eine mit meine Augen gesehen, aber tot und balsamiert vor eine Raritat in Brüssel, aber eine lebendig ist so voller Gift, dass wanns ein Mensch von fern tut ansehen, er davon gleich muss sterben, ja sogar wo das Tier sich aufhält, wachst weder Gras noch anderes Kraut, die Baum und Sträucher verdorren durch seine giftige Gegenwart. Gott will uns behüten hier zu Land vor dergleiches Tier. Wan Hahnen in der Stadt Eier legen, so werden sie se auch da aussen bij de Bauren thun, alwo dies Thier könnte ausgebrühtet werden im Feld oder Busch. Gott bewahr uns darvur.“ |

### Basel
In Basel (Schweiz) erschien der Basilisk erstmals als Schildhalter um 1448 und man kann in der Stadt viele Basiliskenfiguren in allen Varianten finden.
Auch Basler Münzen wurden mit einem Basiliskenmotiv geprägt.
Verschiedene Sagen bringen Basel mit dem Basilisken in Verbindung:
- Bei der Gründung der Stadt soll ein Basilisk in einer Höhle beim jetzigen Gerberbrunnen gewohnt haben und so zu seinen Wappenehren gekommen sein
- Da die Namen Basilisk und Basilea für Basel ähnlich sind, brachten die Einwohner diese zwei nachträglich zusammen. Ursprünglich hat der Stadtname vermutlich nichts mit einem Basilisken zu tun. Die erste nachweisliche Nennung der Stadt findet man in römischer Geschichtsschreibung
- Nach einer anderen Version soll ein Kaufmann einen Basilisken nach Basel gebracht haben. Fest steht, dass am 6. August 1474 in Basel (nach einem Tierprozess) ein Hahn zum Tode verurteilt wurde. Dem Hahn wurde vorgeworfen, er habe ein Ei gelegt, was wider die Natur war. Vor allem aber befürchteten die Basler, dass aus dem Ei ein Basilisk schlüpfen könnte. Der Hahn wurde nach ordentlichem Prozess enthauptet und zusammen mit dem inkriminierten Ei den Flammen übergeben.[9]

Basilisk
Stadtmuseum Memmingen

### Memmingen
In Memmingen (Deutschland) verdiente sich einer Sage nach ein zum Tode Verurteilter die Freiheit, indem er einen im Keller eines Hauses in der Nähe der Frauenmühle wohnenden Basilisken tötete. Der Basilisk hatte schon vorher viele Wagemutige mit seinem Blick getötet. Der Mann hatte dafür sein Gewand mit Spiegeln behängt und einen Spiegel als Schild getragen. Der Basilisk ist eines der sieben Memminger Wahrzeichen und wird in den Memminger Sagen rezipiert.

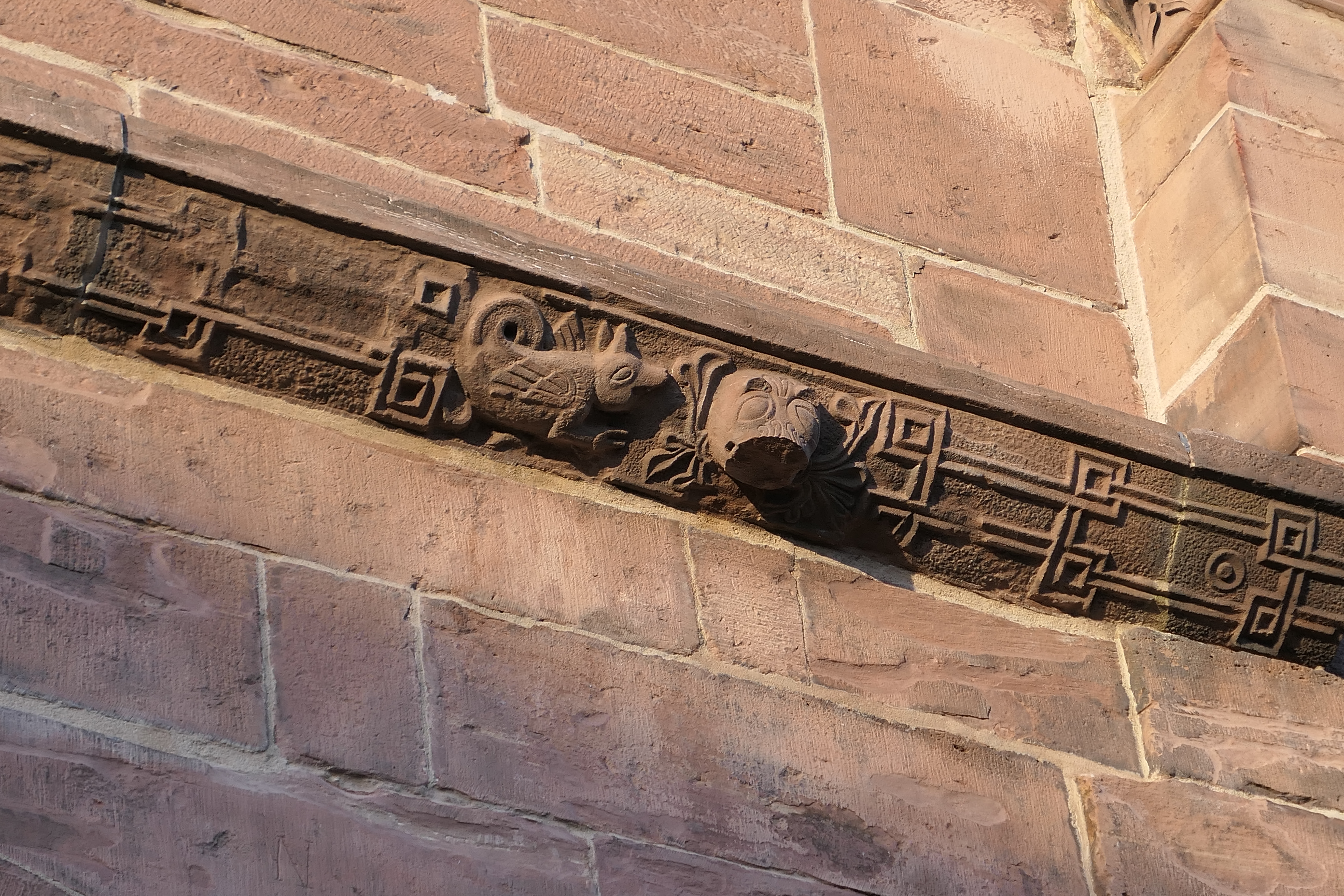
Pforzheim Schlosskirche romanische Südwestfassade Fries Detail mit Basilisk

### Pforzheim
Aberglaube zu Pforzheim: ein siebenjähriger hahn legt ein kleines ei, das muß man übers dach werfen, sonst schlügt das wetter in haus; gebrütet gibt es einen basilisk. Jacob Grimm

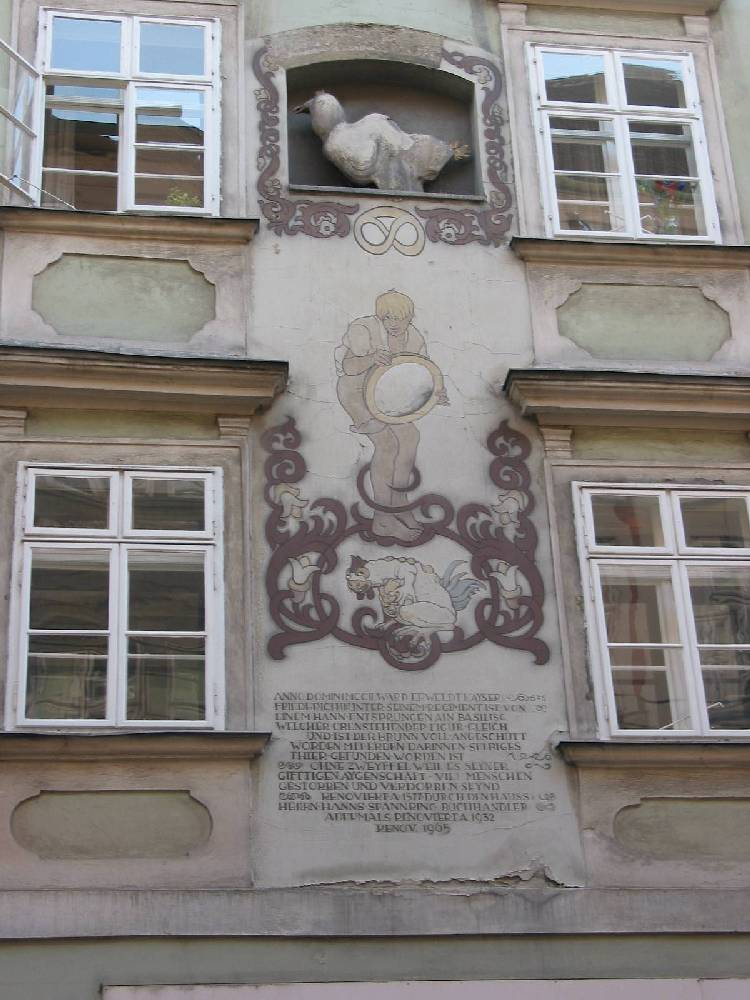
Basilisk (als Skulptur und Fresko) und Beschriftung des Hauses in der Schönlaterngasse Nr. 7, Wien.

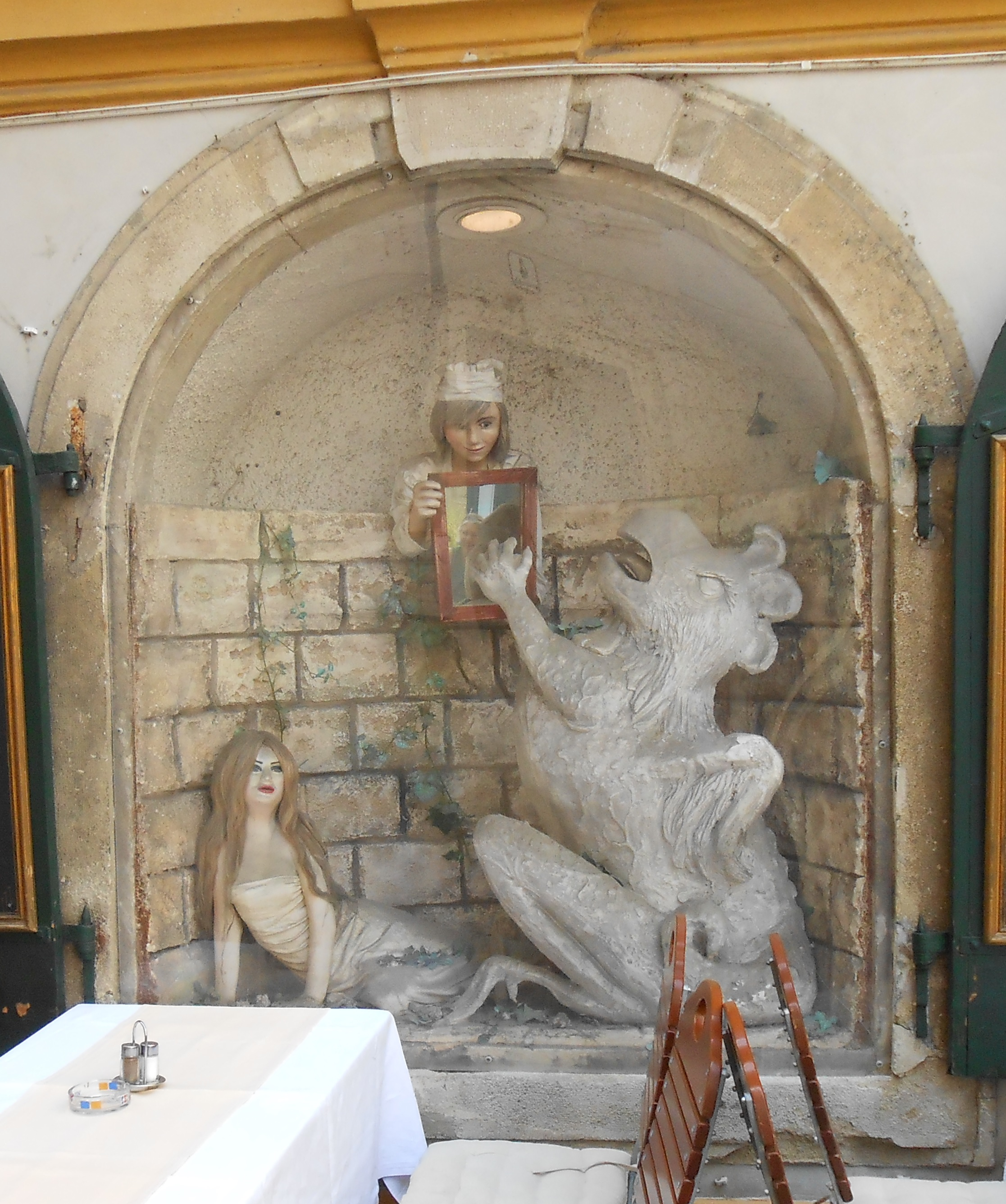
Darstellung des Basilisken auf der Hauswand bei Schönlaterngasse Nr. 3 in Wien

### Regensburg
Die Skulptur eines Basilisken (1733 erneuert) in einer Rechtecknische über dem östlichen 10. Bogen der Steinernen Brücke, um das im 12. Jahrhundert entstandene Brückenbauwerk zu schützen vor Angriffen von Dämonen und besonders vor Zerstörungen durch die natürlichen Elemente Wasser und Eis. Am benachbarten 9. Pfeiler der Brücke gab es die Skulptur eines Wiesels als dem einzigen Tier, dem es möglich war, den gifthauchenden Basilisken zu überwinden.

### Wien
Eine Sage aus Wien (Österreich) erzählt, dass im Hausbrunnen des Hauses Schönlaterngasse Nr. 7 im Jahre 1212 ein Basilisk hauste. Ein Bäckerbub wollte das gefährliche Tier, dessen Anblick einen in Stein verwandelt, besiegen. Unten angekommen hielt der Bub dem Basilisken den Spiegel vors Gesicht, worauf dieser ob seines eigenen Abbildes, so von seiner Scheußlichkeit entsetzt, vor Wut und Ingrimm zerplatzte. Im Anschluss wurde der Brunnen samt dem Leichnam des Ungeheuers mit Steinen und Erde versiegelt. Heute soll ein Fresko des Basilisken an der Hausmauer des Hauses an die mutige Tat des Jungen erinnern. Die dazugehörige Inschrift wurde erst 1932 nach dem Originaltext von 1577 angefertigt.
In einer anderen Variante dieser Sage wurde der Basilisk im Brunnen durch die Bevölkerung mithilfe von Erde und Steinen erstickt.

### Weitere lokale Basiliskengeschichten
- Deutschland: Bautzen[15], Halle (Saale)[16], München[17], Trier[18]
- Polen: Warschau[19]

## Moderne Rezeption
Der Basilisk regt die Fantasie der Menschen auch heute noch an und ist ein beliebtes Motiv in der Literatur. Er nimmt hierbei oftmals die Rolle eines Monsters ein, das zu bezwingen ist. So muss in Harry Potter und die Kammer des Schreckens der Titelheld einen riesigen Basilisken töten, um seinen Gegner Lord Voldemort vorerst besiegen zu können. 

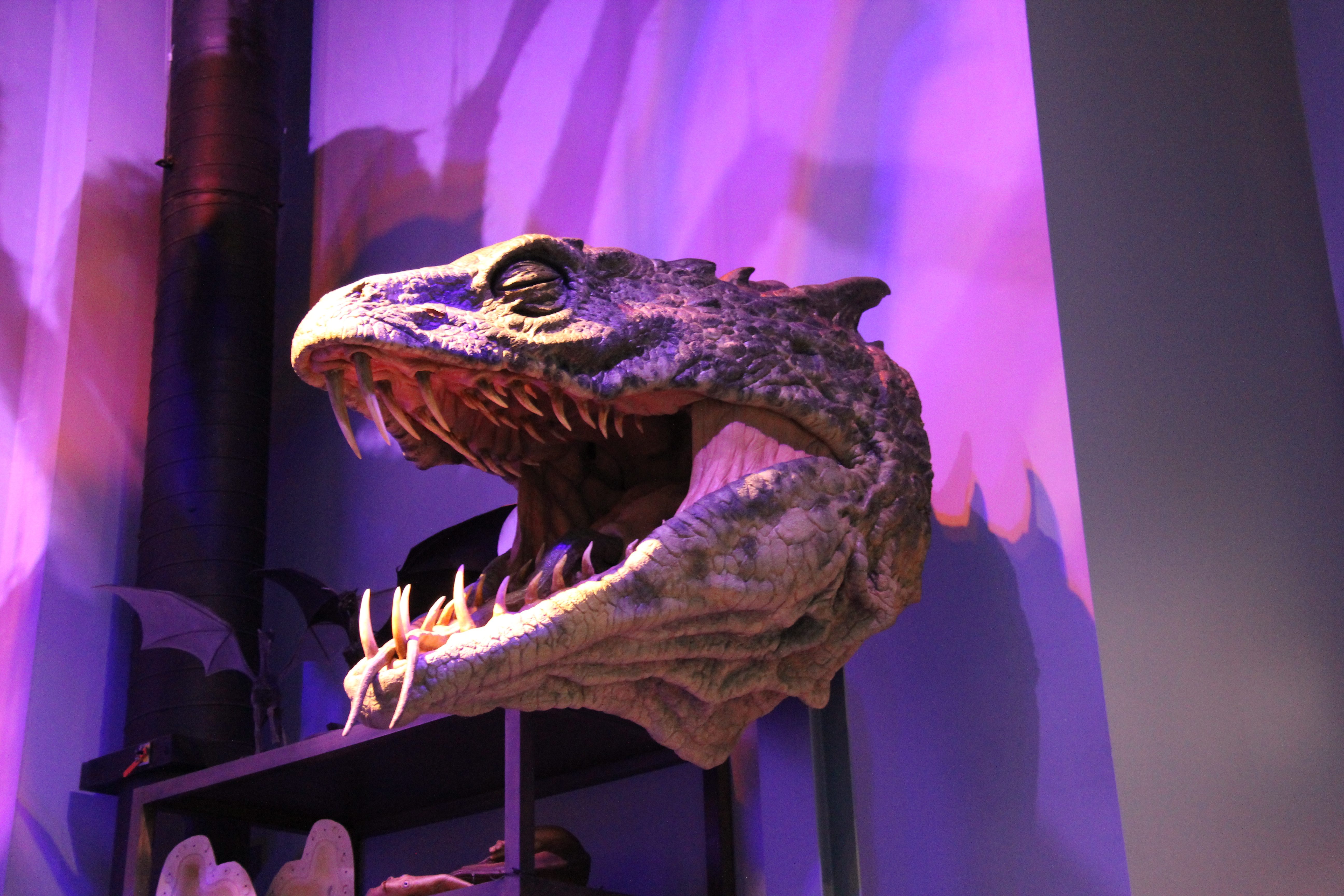

Auch Hägar der Schreckliche kämpft in einem Comic aus dem Jahr 1986 gegen einen Basilisken (Hägar der Schreckliche III. Hägar und der Basilisk). In dem deutschen Spielfilm Sedicio bringt ein Basilisk das Gefüge zwischen Zeit und Raum durcheinander und ist für den Kampf zwischen Wüter und Oastarian verantwortlich. In vielen Computerspielen und auch Rollenspielen wird diese antagonistische Haltung aufgegriffen, so auch in Dungeons & Dragons, Das Schwarze Auge, The Witcher 3, Ark: Survival Evolved und World of Warcraft.
Allerdings nimmt der Basilisk in der modernen Rezeption nicht immer diese typisch antagonistische Stellung ein. So tritt der Basilisk in einem der Scheibenwelt-Romane (in: Der Zauberhut) auf. Dieser wird allerdings von einer Truhe mit vielen kleinen Füßen verspeist und wird somit karikiert. Ähnliches geschieht in „Der Schatz im Ötscher“ (ein Spiel- & Leseabenteuer von Franz Sales Sklenitzka). Hier kommt ein eher ungewöhnlicher Basilisk vor, dem ist die Sache mit dem tödlichen Blick selbst sehr unangenehm, was mit einer Sonnenbrille behoben werden kann.
Bei Hannes Hüttners Kinderbuch Das Blaue vom Himmel spielt Basil, der Basilisk eine ausgesprochen freundliche und wichtige Rolle, womit selbst positive Eigenschaften dem Basilisken assoziiert werden.
In Band 39 der Kinderbuchserie Beast Quest von Adam Blade mit dem Titel Raptox der Teufelsbasilisk weist der gleichnamige Basilisk einige typische Eigenschaften auf: Er wohnt im Gebirge, hat Schuppen, speit Gift und kann Steine zertrümmern.
Das Gedankenexperiment Rokos Basilisk handelt von einer hypothetischen zukünftigen künstlichen Intelligenz, die all jene bestrafen wird, die nicht an ihrer Verwirklichung arbeiten wollen.

## Heraldik
In der Heraldik steht der Basilisk, ebenso wie der Greif und der Löwe, als Wappentier in der Reihe der gemeinen Figuren.
Siehe dazu den Artikel Basilisk (Wappentier).